# Ignacio García Téllez
Ignacio García Téllez (León, Guanajuato; 21 de mayo de 1897-Ciudad de México, 14 de noviembre de 1985) fue un rector, abogado y político mexicano. Se desempeñó como rector de la Universidad Nacional Autónoma de México de 1929 a 1932, como secretario de Educación Pública de 1934 a 1935 y como secretario de Gobernación de 1938 a 1940 durante la presidencia de Lázaro Cárdenas y como secretario del Trabajo y Previsión Social de 1940 a 1943 y como director general del Instituto Mexicano del Seguro Social de 1944 a 1946 durante la presidencia de Manuel Ávila Camacho.

## Biografía
Realizó sus estudios en la Escuela Nacional de Jurisprudencia de la UNAM, formó parte de la comisión que eleboró el Código Civil de México y fue gobernador de Guanajuato en 1923.
El 1 de diciembre de 1934 el presidente de México, Lázaro Cárdenas del Río, lo nombró titular de la Secretaría de Educación Pública; siempre fue un gran partidario de Cárdenas frente a Plutarco Elías Calles, por lo que al destituir el presidente a los callistas de su gabinete, García Téllez se convirtió en Secretario de Gobernación, desde este cargo tuvo una decidida e importante participación en la Expropiación Petrolera del 18 de marzo de 1938. Al terminar el periodo presidencial de Cárdenas, Manuel Ávila Camacho lo nombró como el primer secretario del Trabajo y Previsión Social y posteriormente director general del Instituto Mexicano del Seguro Social.

### Rector de la UNAM
Ignacio García Téllez fue el primer rector que surgió electo por el Consejo Universitario de la Universidad Nacional Autónoma.
En el año de la autonomía, el Consejo Universitario en sesión del 22 de agosto de 1928, aprueba que se comunique al Presidente de la República, que las personas de la terna que él propuso no reunían las cualidades que exigía la ley, siendo García Téllez, el encargado de explicarle al presidente la situación de la Universidad y solicitarle una nueva terna.
En la sesión del 4 de septiembre de 1928, García Téllez fue electo rector de la UNAM, cargo que ejerce del 11 de julio al 1 de agosto de 1929 y del 4 de septiembre de 1929 al 12 de septiembre de 1932.
Durante su mandato, hace las primeras gestiones para la creación de la Ciudad Universitaria, e informa que el presidente acordó la adquisición de terrenos en las Lomas de Chapultepec, donde ahora se alojan los edificios de la Secretaría de la Defensa.
En 1944 formó parte de la Junta de exrectores que dirigió provisionalmente a la institución.